# Họ Chuột sóc
Chuột sóc là tên gọi chung để chỉ các loài động vật gặm nhấm thuộc họ Gliridae. Các loài này chủ yếu được tìm thấy ở châu Âu, nhưng có một vài loài ở châu Phi và châu Á. Chúng được biết đến với thời gian ngủ đông dài, có thể tới 6 tháng nếu như nhiệt độ còn đủ thấp.

## Đặc điểm
Chuột sóc là các loài động vật gặm nhấm nhỏ, với chiều dài cơ thể khoảng 6–19 cm (2,4-7,5 inch), cân nặng 15-200 g (0,53-7,1 oz). Bề ngoài của chúng giống như chuột, nhưng đuôi có lông che phủ chứ không phải là vảy. Nói chung, chúng chủ yếu sống trên cây, nhanh nhẹn và thích nghi tốt với việc leo trèo. Phần lớn các loài kiếm ăn ban đêm, với thính giác tốt và chúng báo hiệu cho nhau bằng nhiều loại tiếng kêu. Đây là những loài động vật có vú nhỏ nhất, lười nhất và nhát nhất trong thế giới động vật. Chuột sóc hoạt động chủ yếu vào cuối mùa xuân, mùa hè và mùa thu bằng cách ăn trái cây, mật hoa, côn trùng và các loại hạt để vỗ béo cho giấc ngủ sâu của chúng xuyên suốt mùa đông.
Chuột sóc ăn tạp. Thức ăn của chúng là hạt các loại quả, quả mọng, quả hạch, hoa và côn trùng, chẳng hạn như quả phỉ, mâm xôi, quả cây cơm cháy, tầm xuân thậm chí cả táo gai và mận gai. Đầu mùa thu, trọng lượng cơ thể chúng thường đạt từ 15-22 g, và tăng lên 25-40g khi bắt đầu đợt ngủ đông trong lòng đất. Chuột sóc ngủ đông suốt 8 tháng. Chúng thường chui lên mặt đất vào mùa xuân với trọng lượng như lúc đầu thu. Chuột sóc không có ruột tịt, một bộ phận của ruột, mà ở các loài khác có tác dụng lên men các loại thức ăn nguồn gốc thực vật. Công thức bộ răng của chúng như ở các loài sóc, nhưng thường thì chúng không có các răng tiền hàm.

Công thức bộ răng: 
| 1.0.0–1.3 |
| 1.0.0–1.3 |

Chuột sóc đẻ khoảng 1-2 lần mỗi năm, mỗi lứa khoảng bốn con, sau thời kỳ mang thai kéo dài 21-32 ngày. Con sơ sinh không lông và yếu ớt, chỉ mở mắt sau khoảng 18 ngày kể từ khi ra đời. Tuổi thọ của chuột sóc tới 5 năm. Thường thì chúng thuần thục sinh sản sau kỳ ngủ đông đầu tiên. Chúng sống thành các nhóm nhỏ theo gia đình. Phạm vi hoạt động và chiếm giữ lãnh thổ của chúng tùy theo từng loài và phụ thuộc vào độ sẵn có của nguồn thức ăn.

## Phân loại
Họ Chuột sóc bao gồm 29 loài còn sinh tồn, được chia ra trong 3 phân họ và 9 chi (có tranh cãi):
HỌ GLIRIDAE – Chuột sóc
- Phân họ Graphiurinae

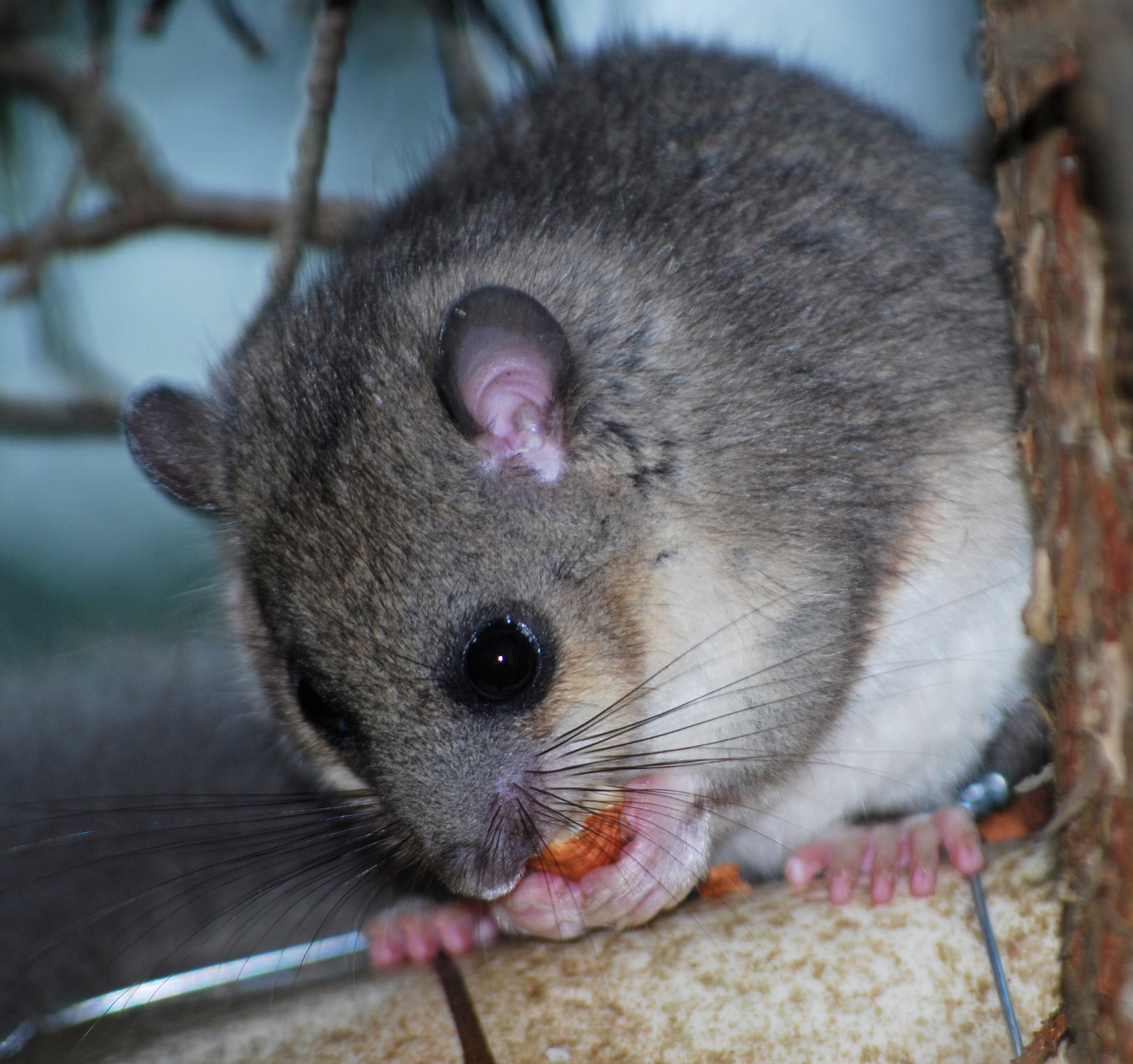
Một con chuột sóc

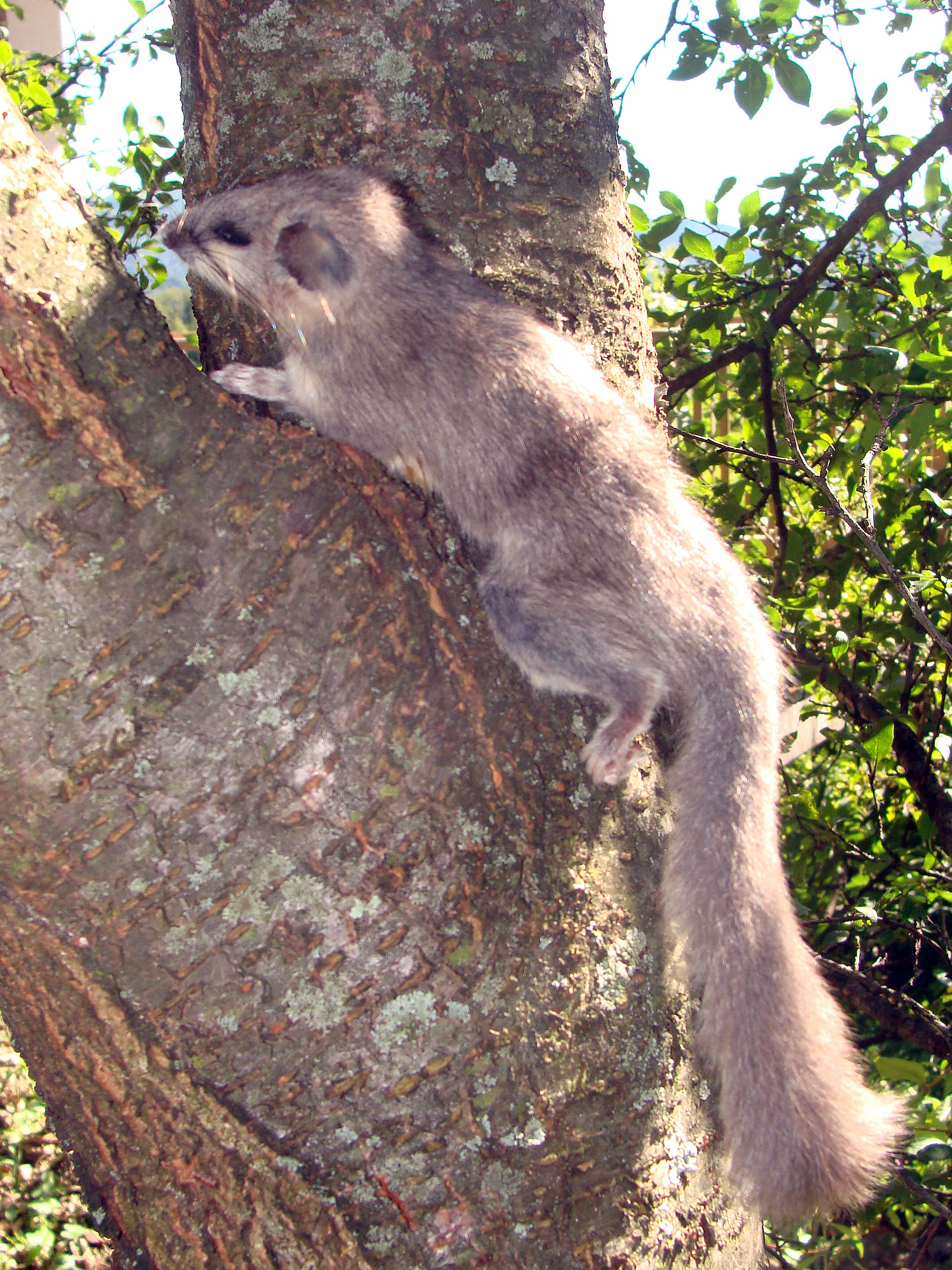
Một con chuột sóc

  - Chi Graphiurus, chuột sóc châu Phi
    - Chuột sóc Angola, Graphiurus angolensis
    - Chuột sóc Christy, Graphiurus christyi
    - Chuột sóc Jentink, Graphiurus crassicaudatus
    - Chuột sóc Jouhnston, Graphiurus johnstoni
    - Chuột sóc Kellen, Graphiurus kelleni
    - Chuột sóc Lorrain, Graphiurus lorraineus
    - Chuột sóc tai nhỏ, Graphiurus microtis
    - Chuột sóc Monard, Graphiurus monardi
    - Chuột sóc đồng rừng, Graphiurus murinus
    - Chuột sóc Nagtglas, Graphiurus nagtglasii
    - Chuột sóc kính, Graphiurus ocularis
    - Chuột sóc đầu phẳng, Graphiurus platyops
    - Chuột sóc núi đá, Graphiurus rupicola
    - Chuột sóc Guinea, Graphiurus surdus
    - Graphiurus walterverheyeni [4]
- Phân họ Leithiinae
  - Chi Chaetocauda
    - Chuột sóc Tứ Xuyên (thụy thử), Chaetocauda sichuanensis

  - Chi Dryomys
    - Chuột sóc Anatolia, Dryomys laniger
    - Chuột sóc rừng Balochistan, Dryomys niethammeri
    - Chuột sóc rừng, Dryomys nitedula

  - Genus Eliomys, chuọt sóc vườn
    - Chuột sóc vườn đuôi đen, Eliomys melanurus
    - Chuột sóc vườn Maghreb, Eliomys munbyanus
    - Chuột sóc vườn, Eliomys quercinus

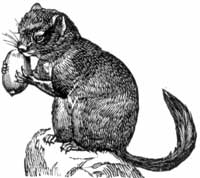

  - Chi Hypnomys† (Chuột sóc Baleares)
    - Chuột sóc lớn Majorca, Hypnomys morphaeus†
    - Chuột sóc lớn Minorca, Hypnomys mahonensis†

  - Chi Muscardinus
    - Chuột sóc phỉ, Muscardinus avellanarius

  - Chi Myomimus, chuột sóc đuôi chuột
    - Chuột sóc Kopet Dag, Myomimus personatus
    - Chuột sóc Roach, Myomimus roachi
    - Chuột sóc Setzer, Myomimus setzeri

  - Chi Selevinia
    - Chuột sóc sa mạc, Selevinia betpakdalaensis
- Phân họ Glirinae
  - Chi Glirulus
    - Chuột sóc Nhật Bản, Glirulus japonicus

  - Chi Glis
    - Chuột sóc thông thường, Glis glis

### Hóa thạch
- Phân họ Bransatoglirinae
  - Chi Oligodyromys
  - Chi Bransatoglis
    - Bransatoglis adroveri Majorca, Oligocen sớm
    - Bransatoglis planus đại lục Á-Âu, Oligocen sớm